# 滦县东站
滦县东站，原名滦县站，是一个京哈铁路上的铁路车站，位于河北省滦州市滦州镇，建于1892年，目前为三等站，邮政编码为063700。目前客运：办理旅客乘降；行李、包裹托运；货运：办理整车、零担、集装箱货物发到；办理整车货物承运迁保管；不办理危险货物发到。